# Групповая психотерапия
Групповая психотерапия — форма психотерапии, при которой специально созданная группа людей регулярно встречается под руководством психотерапевта, для достижения следующих целей: разрешения внутренних конфликтов, снятия напряжения, коррекции отклонений в поведении и иной психотерапевтической работы. Существуют методы психотерапии, изначально разработанные как групповые, например: психодрама, социодрама, психогимнастика. Этот термин также можно отнести к любому групповому формату психотерапии, включая арт-терапию, когнитивно-поведенческую терапию или межличностную терапию, где групповая динамика используется в качестве механизма развития и изучения межличностных отношений в группе.

Более широкая концепция групповой психотерапии может включать в себя любой процесс помощи, происходящий в группе, включая группы поддержки, группы обучения навыкам (например, управление гневом и внимательностью, обучение релаксации или обучение социальным навыкам). Различия между психодинамическими группами, группами активности, группами поддержки, группами решения проблем обсуждались психиатром Чарльзом Монтгомери.  Другие, более специализированные формы групповой терапии могут включать невербальную экспрессивную терапию, такую как арт-терапия, танцевальная терапия, или музыкальная терапия.

## История
Одним из первых, кто начал использовать групповой подход в лечении клиентов был специалист по внутренним болезням из Массачусетского госпиталя в Бостоне терапевт Джозеф Пратт. Он работал на Восточном побережье в первой половине XX века. В 1905 г. Пратт лечил большое число больных тяжелой формой туберкулеза. Признавая наличие взаимосвязи между психологическим состоянием и физическим течением туберкулеза, Пратт решил лечить не болезнь, а больного. В связи с тем, что больные туберкулезом не могли позволить себе пребывание в дорогостоящем стационаре, Пратт собирал их в группы и проводил лекции, рассказывая о гигиене поведения, необходимости отдыха, лечебном воздействии свежего воздуха и хорошего питания. В свою очередь клиенты рассказывали о своих жизненных ситуациях, переживаниях, обсуждали проблемы и поведение отдельных участников своей группы. Они вели дневники, свидетельствовавшие о положительных сдвигах в течении болезни, формировании способности к групповому сплочению и заботе друг о друге. В результате их состояние начинало меняться в лучшую сторону, причем быстрее, чем у больных, получавших дорогое и классическое по тем временам лечение. Пратт заметил, что сама группа и воздействие её членов друг на друга, обладают высоким психотерапевтическим эффектом, который положительно сказывается на течении основного заболевания. Пратт проанализировал и оценил собственные результаты, на основании чего разработал методику групповой психотерапии для людей, не имеющих соматических заболеваний.
Однако родоначальником групповой психотерапии считают Якоба Леви Морено, ему же принадлежит и термин групповая психотерапия. Якоб Морено создал специфическую и высоко структурированную форму групповой терапии, известную как психодрама, которую он ввел в Америке в 20-х годах прошлого века. В 1931 г. Морено основал первый профессиональный журнал Impromptu, переименованный в последующем в Group Psychotherapy. В 1932 году Якоб Леви Морено представил свою работу по групповой психотерапии Американской психиатрической ассоциации и стал соавтором монографии на эту тему. Начальные попытки Морено в использовании групповой терапии получили ускорение во время Второй мировой войны, когда наличие огромного числа психиатрических пациентов, раненных в боях, и лишь незначительного числа обученных психиатров сделало индивидуальную терапию непрактичной и возникла потребность в новых, более экономичных методах лечения. После Второй мировой войны групповая психотерапия была развита Сэмуэлем Славсоном, Х. Спотницем, Ирвином Яломом и Лу Ормонтом. Подход Ялома к групповой терапии оказал большое влияние не только в США, но и во всем мире.
Расцвет групповой психотерапии начался в 60-е годы XX в. с применения групповой терапии к различным клиническим условиям и различным типам клинических проблем. Так один из представителей гуманистической психологии Карл Роджерс придавал большое значение групповым формам, считая, что в них психотерапевт является моделью для участников, способствуя тем самым устранению тревоги и развитию самораскрытия, а отношения, складывающиеся между участниками группы, могут создавать оптимальные условия для терапевтического изменения. Работа Роджерса первоначально была связана с подготовкой в послевоенные годы консультантов для работы в ветеранских организациях и ориентировался он, главным образом, на личностный рост и развитие навыков межличностной коммуникации. Его «терапия, центрированная на клиенте» и понятие об «энкаунтер-группы» заложили основу антиавторитарной недирективной психотерапии.
Среди современных отечественных ученых много сделали для развития групповой психотерапии Сергей Сергеевич Либих, А. Л. Гроссман, Н. В. Иванов, А. И. Захаров,   В. Т. Кондрашенко, Д.И. Донской, Эдмонд Георгиевич Эйдемиллер, А. С. Слуцкий, В. Н. Цапкин и др.

## Терапевтические принципы
Ирвином Яломом был предложен ряд терапевтических факторов (первоначально называвшихся «лечебными факторами», но переименованных в «терапевтические факторы» в 5-м издании Групповая психотерапия: теория и практика).
- Универсальность. Люди приходят в группу каждый со своими проблемами, но скоро осознают, что и у других есть такие же трудности, такое же ощущение собственной несостоятельности и отчуждённости от других.
- Альтруизм. Целительным действием обладает сознание того, что каждый в группе может быть нужен и полезен другим. Группа — это место, где участники могут помочь или что-то дать друг другу. Такой опыт может поднять самооценку и помочь развить навыки межличностного общения.
- Внушение надежды. В смешанной группе, члены которой находятся на разных стадиях развития или выздоровления, человек может быть вдохновлён или воодушевлён другим членом группы, уже преодолевшим подобные проблемы. Вера в возможность изменений сама по себе обладает терапевтическим действием.
- Предоставление информации. Хотя это не психотерапевтический процесс, однако участники часто сообщают, что было очень полезно узнать фактическую информацию от других членов группы, например, об их лечении или о доступе к услугам. В некоторых группах находят применение прямые инструкции и советы.
- Множественный перенос. Члены часто бессознательно отождествляют группового терапевта и других членов группы со своими родителями, братьями и сёстрами в процессе, который является формой переноса, характерной для групповой психотерапии. Интерпретации терапевта могут помочь членам группы понять влияние детских переживаний на их личность, и они могут научиться избегать бессознательного повторения бесполезных прошлых интерактивных паттернов в сегодняшних отношениях.
- Развитие навыков общения. Групповая обстановка обеспечивает безопасную и благоприятную среду для участников, чтобы они могли рисковать, расширяя свой репертуар межличностного поведения и улучшая свои социальные навыки. Для овладения навыками общения используются различные приёмы, например, ролевые игры и обратная связь.
- Подражательное поведение. Один из способов развития социальных навыков у членов группы — это моделирование, наблюдение и имитация терапевта и других членов группы. Например, делиться личными чувствами, проявлять заботу и поддерживать других. На начальном этапе возможно подражание поведению руководителя или других особо популярных членов группы с целью получения одобрения. Постепенно участники начинают экспериментировать со всеми имеющими место в группе образцами поведения[4].
- Сплочённость. Было высказано предположение[5], что это основной терапевтический фактор, из которого вытекают все остальные. Люди — стадные животные с инстинктивной потребностью принадлежать к группам и их личностное развитие может происходить только в межличностном контексте. Сплочённая группа — это группа, в которой все члены испытывают чувство принадлежности, принятия и признания, способствующих достижению группой успеха.
- Факторы существования. Человек должен нести ответственность за свою жизнь и последствия своих решений.
- Катарсис. Переживание облегчения эмоционального расстройства через свободное и раскованное выражение эмоций. Когда участники рассказывают свою историю благосклонной аудитории, они могут избавиться от хронического чувства стыда и вины. Главная польза от катарсиса состоит в усилении сплочённости, которое происходит вследствие интенсивного взаимодействия членов группы друг с другом в обстановке безопасности и понимания.
- Межличностное обучение. Члены группы достигают большего уровня самосознания в процессе взаимодействия с другими людьми, которые дают обратную связь о поведении члена группы и его влиянии на других.
- Самопонимание. Этот фактор пересекается с межличностным обучением, но относится к достижению более высокого уровня понимания происхождения своих проблем и бессознательных мотиваций, лежащих в основе поведения.

## Исследование эффективности
Метаанализ 2008 года показал, что индивидуальная терапия может быть немного более эффективной на начальном этапе, чем групповая, но эта разница, кажется, исчезает через 6 месяцев. Существуют чёткие доказательства эффективности групповой психотерапии при депрессии, метаанализ 48 исследований показал, что общий размер эффекта составляет 1,03, что является клинически очень значимым. Аналогичным образом, метаанализ 5 исследований групповой психотерапии для взрослых, переживших сексуальное насилие, показал величину эффекта от умеренного до сильного, а также имеются убедительные доказательства эффективности лечения хронического травматического стресса у ветеранов войны.
Имеются менее надёжные доказательства хороших результатов для пациентов с пограничным расстройством личности, при этом некоторые исследования показывают лишь небольшую или умеренную величину эффекта. Авторы отмечают, что плохие результаты могут отражать необходимость дополнительной поддержки для некоторых пациентов в дополнение к групповой терапии. Это подтверждается впечатляющими результатами, полученными с использованием метаанализа на основе лечения, которое сочетает в себе динамичную групповую психотерапию с индивидуальной психотерапией.